# Charles Lieber
Charles Lieber, född 1959 i Philadelphia, USA, är en amerikansk forskare och professor i kemi vid Harvard University. Han är en pionjär inom nanovetenskapen, ett område han har forskat kring i över tjugo år. 

## Biografi
Lieber läste kemi på Franklin and Marshall College, Pennsylvania och fortsatte därefter med doktorandtjänst på Stanford University, forskade sedan på California Institute of Technology för att därefter, år 1987, ta en tjänst som biträdande forskare på Columbia University.
Här tog sig Lieber an ett nytt forskningsprogram; syntes och egenskaper av material i lägre dimensioner. 1991 flyttade han till Harvard University.
Lieber startade år 2001, tillsammans med Paul Alivisatos, företaget Nanosys Inc som designar och tillverkar nya material för att förbättra färgen i LCD-skärmar och lagringskapaciteten i batterier.
Lieber åtalades 2021 i federal domstol för att ha undanhållit information om finansiering från Kina samt för att inte ha deklarerat inkomster han fått från Kina. I december fann en jury honom skyldig och han riskerar ett mångårigt fängelsestraff. Åtalet är en del av ett särskilt initiativ för att granska akademikers kontakter med Kina som initierades under Donald Trumps presidentskap.

## Forskningen vid Harvard University
Sedan Lieber kom till Harvard har han banat väg för syntes av en rad olika nanomaterial, beskrivit dess speciella fysiska egenskaper, och visat på vad de kan ha för tillämpningar inom bland annat nanoelektronik, biosensorer, neurobiologi och nanofotonik. Han har även utvecklat en ny sorts kemikaliekänslig mikroskopi för att undersöka organiska och biologiska material.

## Utmärkelser och bedrifter
Lieber har tack vare sin framstående forskning blivit rankad etta på Citation Impacts lista över de 100 mest framgångsrika kemisterna i världen under åren 2000–2010. Han har även fått en rad olika priser, bland andra Feynmanpriset i nanoteknologi 2001 för sin forskning på nanotrådar och kolnanorör och Wolfpriset i kemi 2012 tillsammans med Paul Alivisatos för deras bidrag till området nanokemi. Han har publicerat över 320 vetenskapliga artiklar och är den huvudsakliga uppfinnaren till fler än 35 olika patent.

## Fotnoter
1. ↑  läs online, www.ece.mcmaster.ca .[källa från Wikidata]
2. ↑  läs online, www.aps.org .[källa från Wikidata]
3. ↑  läs online, ieeexplore.ieee.org .[källa från Wikidata]
4. ↑  läs online, www.ncbi.nlm.nih.gov  .[källa från Wikidata]
5. ↑  läs online, www.ncbi.nlm.nih.gov  .[källa från Wikidata]
6. ↑  läs online, www.ncbi.nlm.nih.gov  .[källa från Wikidata]
7. ↑  läs online, www.researchgate.net .[källa från Wikidata]
8. ↑  läs online, Nature .[källa från Wikidata]
9. ↑  läs online, Nature .[källa från Wikidata]
10. ↑  läs online, chemistry.harvard.edu .[källa från Wikidata]
11. ↑  ORCID Public Data File 2023, 27 september 2023, 10.23640/07243.24204912.V1, läs onlineläs online, läst: 10 november 2023.[källa från Wikidata]
12. ↑  läs online, www.packard.org .[källa från Wikidata]
13. ↑  läs online, www.mrs.org .[källa från Wikidata]
14. ↑  läs online, www.aps.org , läst: 18 februari 2022.[källa från Wikidata]
15. ↑  läs online, clarivate.com , läst: 23 september 2023.[källa från Wikidata]
16. ↑  läs online, wolffund.org.il .[källa från Wikidata]
17. ↑  läs online, chicagoacs.org .[källa från Wikidata]
18. ↑  läs online, welch1.org .[källa från Wikidata]
19. 1 2  http://www.seas.harvard.edu/directory/clieber
20. ↑  ”Arkiverade kopian”. Arkiverad från originalet den 12 mars 2011. https://web.archive.org/web/20110312074056/http://www.nanosysinc.com/. Läst 28 november 2012.
21. ↑  Barry, Ellen (21 december 2021). ”In a Boston Court, a Superstar of Science Falls to Earth” (på amerikansk engelska). The New York Times. ISSN 0362-4331. https://www.nytimes.com/2021/12/21/science/charles-lieber.html. Läst 22 december 2021.